# TM2D2
TM2D2 (англ. TM2 domain containing 2) – білок, який кодується однойменним геном, розташованим у людей на 8-й хромосомі. Довжина поліпептидного ланцюга білка становить 214 амінокислот, а молекулярна маса — 22 871.
| 10         |  | 20         |  | 30         |  | 40         |  | 50         |
| ---------- |  | ---------- |  | ---------- |  | ---------- |  | ---------- |
| MVLGGCPVSY |  | LLLCGQAALL |  | LGNLLLLHCV |  | SRSHSQNATA |  | EPELTSAGAA |
| QPEGPGGAAS |  | WEYGDPHSPV |  | ILCSYLPDEF |  | IECEDPVDHV |  | GNATASQELG |
| YGCLKFGGQA |  | YSDVEHTSVQ |  | CHALDGIECA |  | SPRTFLRENK |  | PCIKYTGHYF |
| ITTLLYSFFL |  | GCFGVDRFCL |  | GHTGTAVGKL |  | LTLGGLGIWW |  | FVDLILLITG |
| GLMPSDGSNW |  | CTVY       |  |            |  |            |  |            |

A: Аланін

C: Цистеїн

D: Аспарагінова кислота

E: Глутамінова кислота

F: Фенілаланін

G: Гліцин

H: Гістидин

I: Ізолейцин

K: Лізин

L: Лейцин

M: Метіонін

N: Аспарагін

P: Пролін

Q: Глутамін

R: Аргінін

S: Серин

T: Треонін

V: Валін

W: Триптофан

Задіяний у такому біологічному процесі, як альтернативний сплайсинг. 
Локалізований у мембрані.